# Валлелонга
Валлелонга, Валлелонґа (італ. Vallelonga, сиц. Vallalonga) — муніципалітет в Італії, у регіоні Калабрія, провінція Вібо-Валентія.
Валлелонга розташована на відстані близько 490 км на південний схід від Рима, 40 км на південний захід від Катандзаро, 18 км на схід від Вібо-Валентії.
Населення — 706 осіб (2014).
Щорічний фестиваль відбувається 5 серпня. Покровитель — Santa Maria di Monserrato.

## Галерея зображень

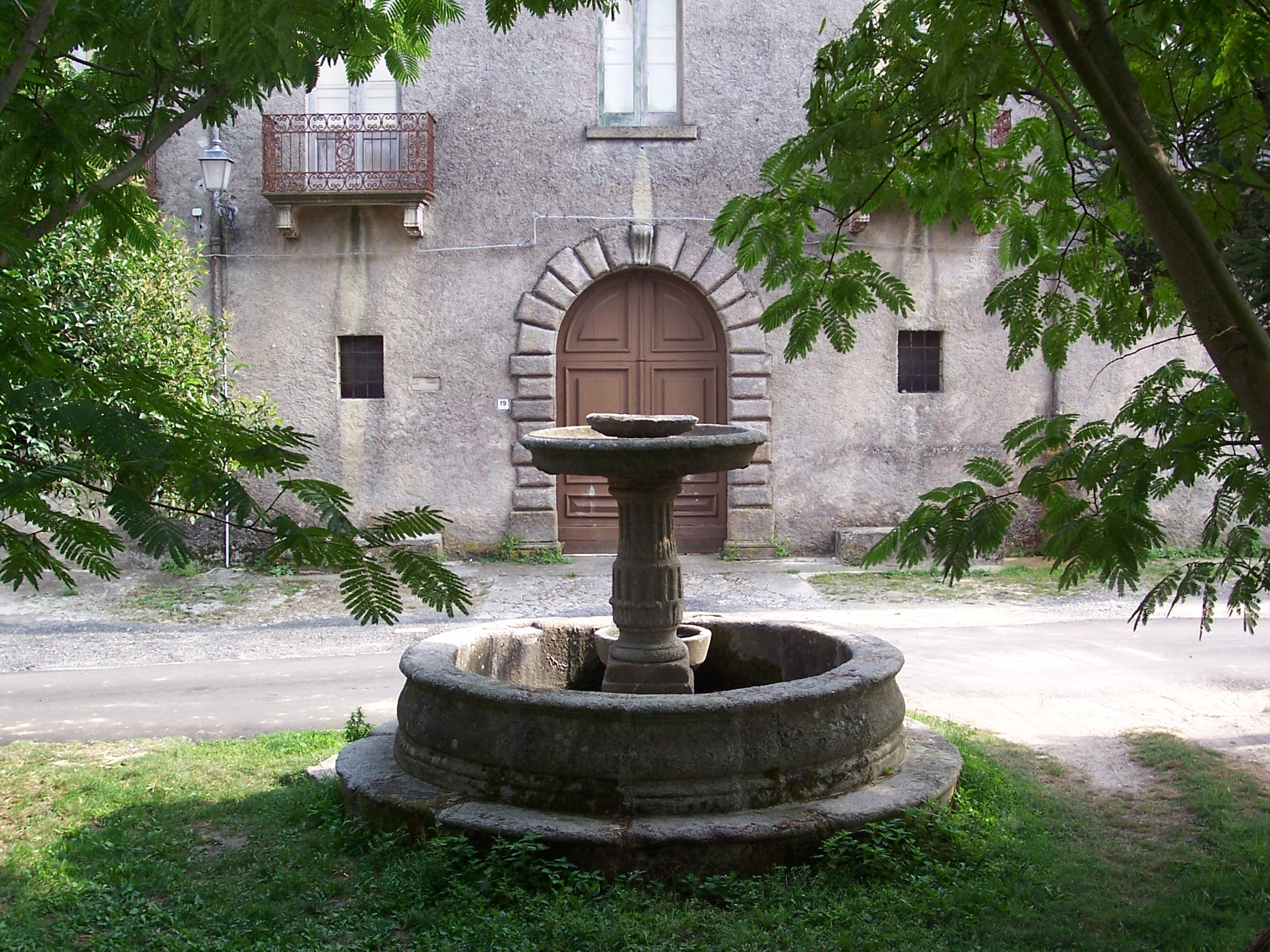
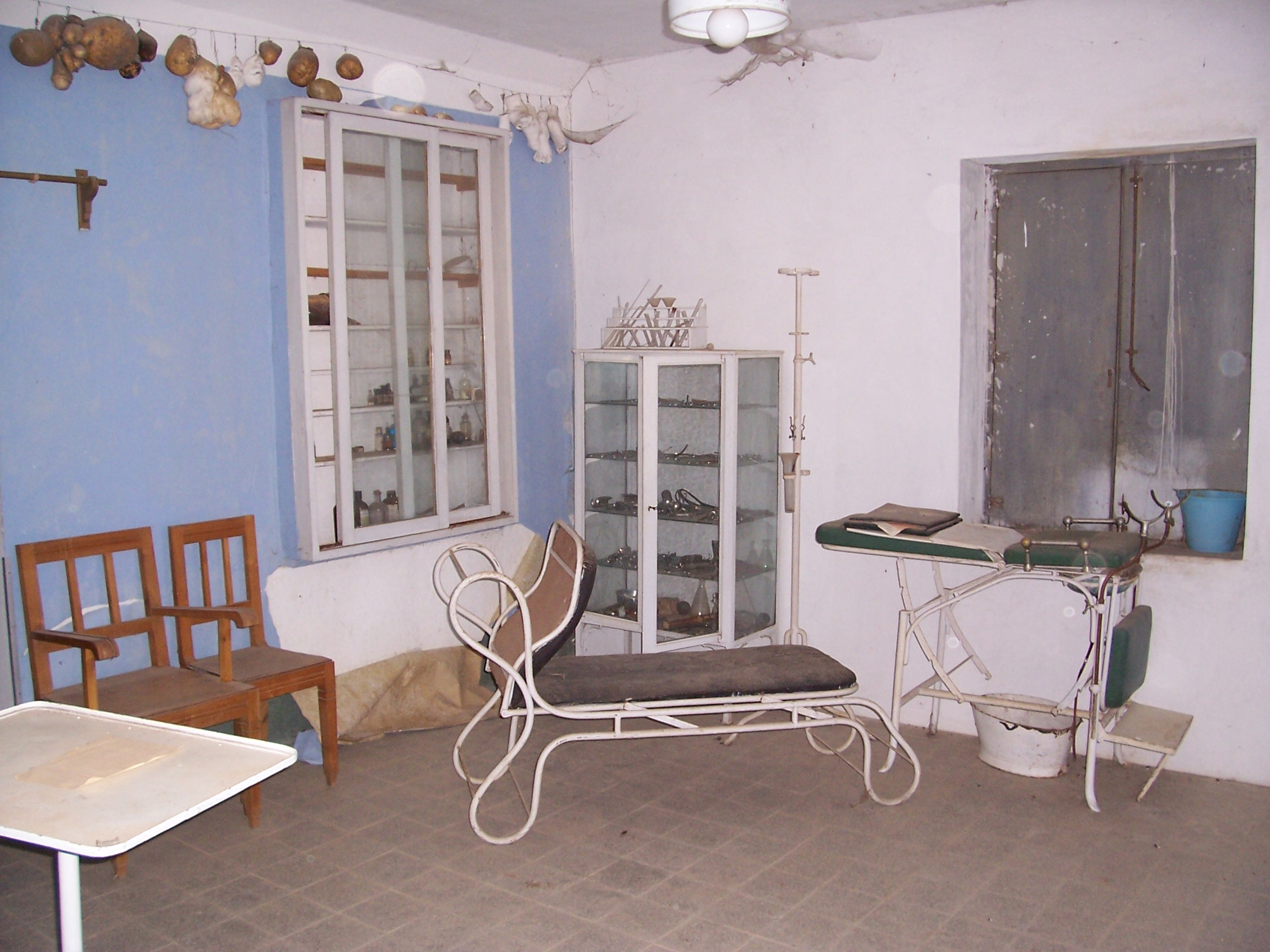
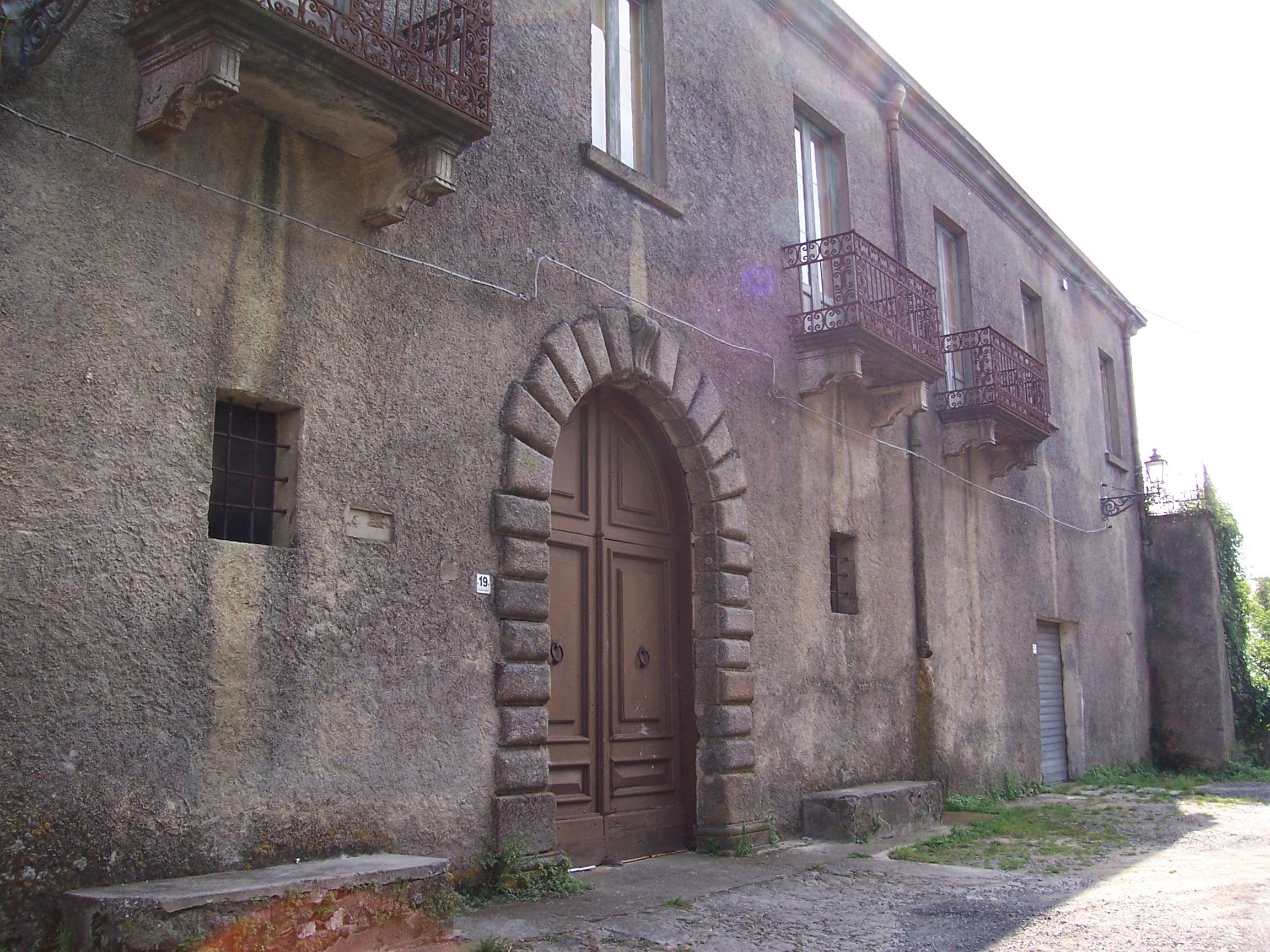

## Демографія
Населення за роками:

Станом на 1 січня 2023 року в муніципалітеті офіційно проживав 91 іноземець з 22 країн, серед них 14 громадян країн Євросоюзу.

## Сусідні муніципалітети
- Філогазо
- Сан-Нікола-да-Крисса
- Сімбаріо
- Торре-ді-Руджеро
- Ваццано